# John Ghazvinian
 (janvier 2023).
John Ghazvinian (persan : جان قزوینیان, né le 23 avril 1974 à Téhéran) est un auteur, historien et journaliste irano-américain. Il est reconnu dans l'histoire des relations américano-iraniennes et est surtout connu pour son livre, America and Iran: A History, 1720 to the Present - nommé par le New York Times comme l'un des « 100 livres notables de 2021 ». 
Il est le directeur exécutif du Middle East Center de l'université de Pennsylvanie, à Philadelphie. Il a auparavant travaillé comme journaliste pour Newsweek, The Nation, The Washington Post, The Sunday Times et Politico. En 2009, il reçoit une bourse de haut niveau de la Carnegie Corporation et, en 2016, une autre bourse de la National Endowment for the Humanities - toutes deux à l'appui de ses recherches sur l'histoire des relations entre les États-Unis et l'Iran. Il est également l'auteur de Untapped: The Scramble for Africa's Oil (Harcourt, 2007) et co-éditeur de American and Muslim Worlds Before 1900 (Bloomsbury, 2020).

## Biographie

### Jeunesse et éducation
John Ghazvinian est né en Iran mais est parti avec sa famille à l'âge d'un an et a grandi à Londres et à Los Angeles. Il obtient son diplôme de premier cycle à l'université Brown et une maîtrise et un doctorat en histoire à l'université d'Oxford. Il a ensuite travaillé comme pigiste au bureau londonien de Newsweek au début des années 2000, où il rapporte et écrit sur une série d'histoires au Royaume-Uni et en Europe occidentale.
De 2006 à 2007, il est boursier postdoctoral Andrew W. Mellon au Penn Humanities Forum. De 2007 à 2009, il est senior fellow au Center for Programs in Contemporary Writing de l'université de Pennsylvanie. Il a ensuite enseigné l'histoire moderne du Moyen-Orient dans plusieurs collèges et universités de la région de Philadelphie avant de rejoindre le Centre du Moyen-Orient de l'université de Pennsylvanie en janvier 2018. Ghazvinian réside actuellement à Philadelphie. 

### Carrière
Le premier livre de Ghazvinian, Untapped: The Scramble for Africa's Oil (Harcourt, 2007), un exposé sur l'industrie pétrolière en Afrique, reçoit de nombreux éloges. Andrew Leonard de Salon écrit que le livre « devrait être une lecture incontournable pour quiconque croit encore que les marchés non réglementés sont le meilleur moyen de guérir tous les maux des nations pauvres du monde ». Le Boston Globe le qualifie de « récit captivant et d'une superbe analyse de ce que le pétrole africain signifie pour un monde avide de carburant et pour les nations africaines concernées ». Le New York Times qualifie le livre de « perceptif » et déclare qu'il « met en évidence le fait [...] qu'une stratégie réfléchie pour soulever le milliard inférieur négligé doit rivaliser avec les géants pétroliers mondiaux qui vaquent à leurs occupations. » En 2007, Untapped est sélectionné pour le prix Barnes and Noble Discover Great New Writers. 
En 2008, John Ghazvinian commence à travailler sur son projet le plus ambitieux : une histoire complète des relations américano-iraniennes, sous contrat avec les éditeurs Alfred A. Knopf. Basé sur des années de travail d'archives étroit, à la fois en Iran et aux États-Unis, le livre comptait à l'origine plus de 1 300 pages dans sa première ébauche, mais a dû être réduit de plus de moitié pour répondre aux impératifs de l'édition commerciale. Le produit final, America and Iran: A History, 1720 to the Present, est publié en janvier 2021.
Le New York Times nomme America and Iran comme l'un des « 100 livres remarquables de 2021 », et l'a qualifié de « délicieusement lisible, véritablement informatif et d'une alphabétisation impressionnante ». Le Globe and Mail de Toronto fait l'éloge du livre comme « une lecture convaincante et perspicace... une version nuancée de l'histoire [qui] évite l'histrionique qui fait la une des journaux et fait plutôt un argument beaucoup plus convaincant - que les offres de branche d'olivier et mesurées la diplomatie internationale peut conduire à des voies de réconciliation entre deux ennemis jurés ». 
The Economist note que « M. Ghazvinian a un style plein d'esprit. » Library Journal qualifie le livre d'« opportun et vivement engageant. » Kirkus Reviews considère le livre comme « un récit impartial et révélateur dans lequel l'auteur évite de brouiller les pistes avec un programme politique manifeste. » Bien que le livre soit généralement mieux accueilli par les progressistes, The American Conservative reconnaît qu'il s'agit d'une « lecture essentielle pour quiconque veut comprendre la nature changeante des relations entre nos deux pays. » L'ambassadeur John Limbert, qui a été retenu en otage en Iran en 1979 et a ensuite été secrétaire d'État adjoint du président de l'époque Barack Obama pour l'Iran, est particulièrement enthousiasmé par le livre, qu'il a qualifié d'« histoire entre les mains d'un maître ». Limbert note que « Ghazvinian nous amène bien au-delà des cris insensés des dernières décennies pour raconter une histoire d'amitié, de sacrifice et de découverte. Devrait être une lecture obligatoire à la fois à Téhéran et à Washington ». 
Ghazvinian est fréquemment apparu sur des chaînes télévisées comme CNN, MSNBC, BBC, CGTN, Al Jazeera, NPR et dans d'autres médias pour discuter de son travail sur l'histoire des relations américano-iraniennes. Il a donné des conférences au Pentagone, aux Nations unies, au Smithsonian, au Commonwealth Club de San Francisco et à plusieurs conseils des affaires mondiales, ainsi qu'à des dizaines d'universités et de collèges aux États-Unis.